# Milan Srškić
Milan Srškić (ur. 3 marca 1880 w Belgradzie, zm. 12 kwietnia 1937 tamże) – jugosłowiański polityk związany z Narodową Partią Radykalną. Minister spraw wewnętrznych (1924, 1932), minister ds. ujednolicenia prawa (1924–1925, 1926–1927), minister sprawiedliwości (1927, 1929–1931, 1932), premier Jugosławii (1932–1934).